# سد کریگی برن
سد کریگی برن (به لاتین: Craigie Burn Dam) یک سد در آفریقای جنوبی است که در near Greytown, KwaZulu-Natal واقع شده‌است.